# Фестиваль тюльпанов Калмыкии
Фестиваль тюльпанов Калмыкии — ежегодный фольклорно-этнографический праздник, посвящённый цветению тюльпанов в Калмыкии.

## История

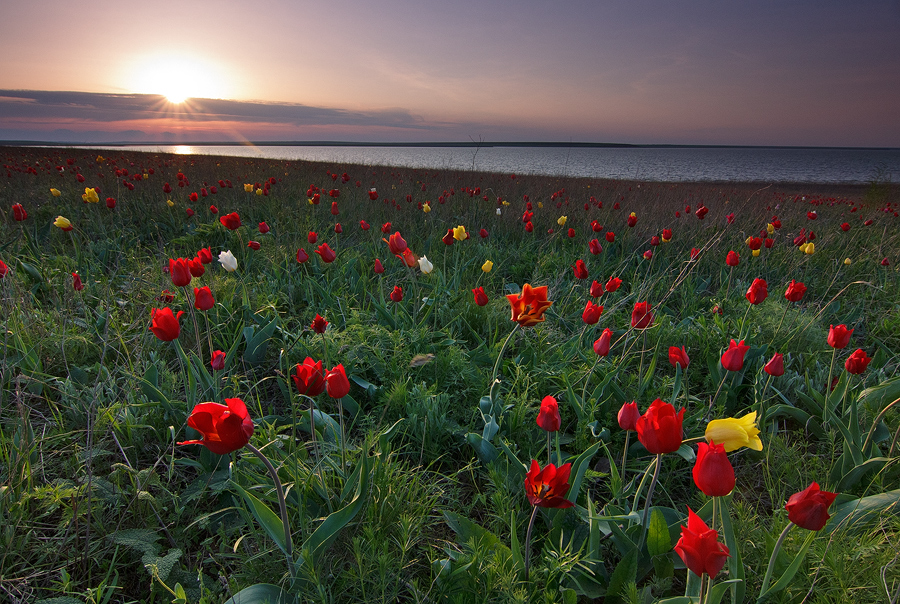
Цветение тюльпанов в Калмыкии

Впервые мероприятие, посвящённое цветению тюльпанов в Калмыкии, прошло в апреле 1996 года под названием «Гимн тюльпану». С 2013 года мероприятие проводится в формате фестиваля.
К XXI веку популяция диких тюльпанов в Калмыкии сильно сократилась. Тюльпанные степи распахивались, использовались под выпас скота,  при том, что  на развитие от семечки до цветущего растения уходит от трёх до семи лет. Так как люди обычно рвут самые крупные и красивые цветы, то в результате селективного отбора оставшиеся тюльпаны начали мельчать. Обращения в правоохранительные органы с просьбой обеспечить тюльпанам защиту никакого результата не давали. Поэтому было решено бороться с уничтожением краснокнижных растений не запретами, а напротив, максимальным привлечением публики с одновременной просветительской работой в виде фестиваля. Предполагалось защитить тюльпановые степи от уничтожения, создав условия, при которых охрана цветов и степи стала бы для местных жителей понятной и экономически выгодной, а «дикие» туристы стали бы экологическими, получив возможность насладиться природой без причинения ей вреда. По словам одного из организаторов мероприятия, фотографа и эколога Валерия Мосейкина, уже к третьему фестивалю рвать цветы участники практически перестали, а местные жители, посещавшие фестиваль, тоже слушали лекции, учились, и к ним приходило «некое осознание», что тюльпаны рвать нельзя.

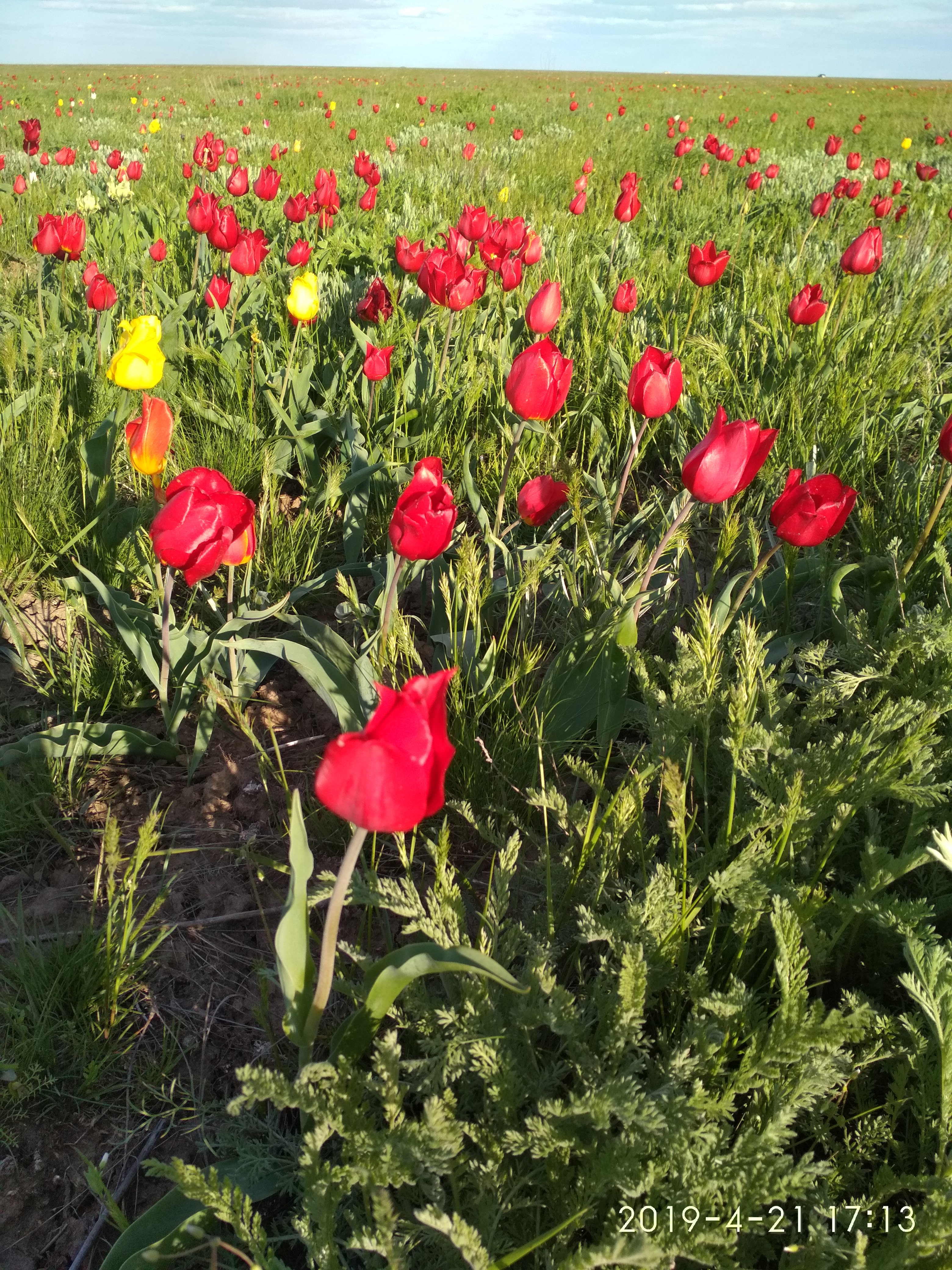
Тюльпановая степь у поселка Уралан

Первоначально фестиваль проходил в окрестностях посёлка Уралан Приютненского района Калмыкии, в 100 км от Элисты. Четвертый фестиваль прошёл в Целинном районе республики, так как на первоначальной площадке оказалось невозможным совмещать ставшее массовым мероприятие с сохранением экологического состояния. В дальнейшем, для уменьшения антропогенного воздействия на территории произрастания тюльпанов из-за большого скопления участников (в 2019 году на фестивале побывало более 10 тысяч гостей) было решено регулярно менять место проведения фестиваля.
В 2019 году фестиваль стал победителем всероссийского конкурса в области событийного туризма «Russian open Event Expo» в номинации «Лучшее мероприятие экологической направленности».

## Программа
Организатором фестиваля тюльпанов является Министерство культуры и туризма Республики Калмыкия. Фестиваль является одним из крупнейших мероприятий в области событийного туризма в республике.
Фестиваль проводится в середине или конце апреля. Точная дата определяется в зависимости от погодных условий и периода цветения растений каждой весной. Привязка к погодным условиям иногда приводит к накладкам, так в 2019 году к открытию фестиваля цветов в степи практически не осталось из-за сильных заморозков.
Основной задачей мероприятия является привлечение внимания общественности к сохранению занесенных в Красную книгу Российской Федерации тюльпанов Шренка. Организаторы акцентируют внимание гостей мероприятия на экологической составляющей: на сохранении степных экосистем — мест массового произрастания диких тюльпанов, бережном отношении к природе и воспитании экологической культуры у населения. Проводятся тематические вечера, беседы с известными природными фотографами, блогерами и специалистами в области охраны дикой природы.
Во время проведения фестиваля по полям можно ходить, цветы можно фотографировать. Запрещается рвать цветы, выкапывать их луковицы, передвигаться вне дорог на автомобилях. На фестивале действуют эко-посты, где экологи и волонтёры из числа местных студентов объясняют, почему нельзя рвать цветы, какие штрафы положены за это.
Другой задачей фестиваля организаторы называют сохранение и популяризацию калмыцкой национальной культуры, пропаганду народных ремесел и национальных видов спорта. Поэтому рядом с тюльпановыми полями обычно организуется этнографическая стоянка — калмыцкий хотон со стойбищами верблюдов, овец, калмыцких пород лошадей. На концертной площадке выступают исполнители калмыцкого музыкального и танцевального фольклора, владеющие искусством горлового пения. Проходят соревнования по калмыцким традиционным видам спорта. Гостям фестиваля предлагается сувенирная продукция, блюда калмыцкой национальной кухни: молочный чай «джомба», мучное блюдо «борцоки», вареную калмыцкую баранину «махан», калмыцкий аналог пельменей «бёрики», внутренности молодого ягненка «дотур», мясо запеченного под землей барашка «кюр», блюда из калмыцкой «мраморной говядины».
В фестивале 2019 года приняли участие представители клубов исторической реконструкции, представлявшие средневековую Русь, показали бои на мечах, организовали стрельбу из лука.
Предусмотрены стоянки для автомобилей и для размещения палаток, установлены туалетные кабины, подвозится вода, организуется электроснабжение.